# Billy Nilsson (ishockeymålvakt)
Billy Nilsson, född 17 februari 1966 i Hässleholm, är en svensk före detta professionell ishockeymålvakt. Hans moderklubb är IFK Hässleholm.
Billy var med och tog upp Rögle BK till Elitserien 1992.